# Pedro Ferriz (cardenal)
Pedro Ferriz, (Cocentaina, 15 de abril de 1415/1416 - Roma 25 de septiembre de 1478), obispo español y cardenal de la iglesia católica. 

## Biografía
Ferriz fue hijo ilegítimo y pariente del papa Paulo II. Estudió en la Universidad de Bolonia y fue a Roma, donde entró al servicio del cardenal Guillaume-Hugues d'Estaing como magister domus et auditor suus, y del cardenal Pietro Barbo, el futuro papa Paulo II. Fue canónigo de Mallorca, auditor en el Tribunal de la Rota, refrendario apostólico y comisario apostólico en Lieja. En 1462 es nombrado legado en Alemania.
En 1464 Ferris es nombrado obispo de Tarazona. Mientras tanto trabaja incansable en Roma y se le llama dextera Pontificum, la mano derecha del pontífice.
Fue creado cardenal "in pectore" por el papa Paulo II en el consistorio secreto del 16 de diciembre (o 21 de noviembre) de 1468. Fue creado cardenal públicamente por el papa Sixto IV en el consistorio del 15 de diciembre de 1476. El cardenal Ferriz es enviado del rey de Aragón en Roma entre 1474 y 1479. Hace las funciones de camarlengo del colegio de cardenales durante la ausencia del titular a causa de la peste. En 1478 es nombrado abad comendatario del monasterio de San Juan Bautista en Corias, Archidiócesis de Oviedo, y del de Santa Maria de Veruela, en la Diócesis de Tarazona. 
Tenía una gran biblioteca y era estudioso de las letras y de la historia.
| Predecesor: Jorge Bardají y Ram | Obispo de Tarazona 1464 - 1478 | Sucesor: Andrés Martínez Ferriz |